# Kasteel Middachten
Kasteel Middachten staat in het Nederlandse dorp De Steeg (gemeente Rheden) in Gelderland, niet ver van de rivier de IJssel. Het wordt omgeven door het  landgoed Middachten. Het is een rijksbeschermde historische buitenplaats met veertig complexnummers. Het kasteel is in 1967-1971 gerestaureerd. Middachten is in 1991 door het ministerie van Welzijn, Volksgezondheid en Cultuur (WVC) opgenomen in de lijst van ruim honderd onroerende monumenten, die in buitengewone omstandigheden bijzondere bescherming behoeven.

## Geschiedenis
Middachten wordt voor het eerst genoemd in 1190 als vrij goed van Jacobus de Mithdac. Aan het begin van de 14e eeuw droeg Everardus van Steenre (1335-tussen 1392 en 1400) de bezitting (ter bescherming) over aan Reinald Graaf van Gelre. Everardus ontving het vervolgens in 1357 van de graaf in leen terug. Everardus van Middachten is stamvader van alle latere heren en vrouwen van Middachten; tot 1625 bleef het kasteel in deze familie. Het kasteel is dus van middeleeuwse oorsprong, maar werd herhaaldelijk verwoest en in gewijzigde vorm herbouwd.
De oudste bouwdelen gaan terug tot 1354-'57 toen Hendrik van Middachten een omgrachte en onderkelderde vierkante donjon liet bouwen met twee haakse vleugels aan een binnenplaats. Verder liet hij een forse voorburcht aanleggen. Na vernielingen in 1624 en 1629 volgde herstel in 1643. In het Rampjaar 1672 werd het grotendeels verwoest.

De huidige vorm kreeg het kasteel bij een ingrijpende verbouwing en vergroting in 1694-'97 in opdracht van Godard van Reede-Ginkel, graaf van Athlone, en zijn vrouw Ursula Philippota van Raesfelt. Naar plannen van Jacob Roman - en met Steven Vennecool als uitvoerend architect - werd het kasteel aan beide zijden vergroot met een uitbouw en kreeg de zuidzijde een smalle uitbouw. Aan de voorzijde verrees een nieuw middenrisaliet met een grotendeels in zandsteen uitgevoerde pronkgevel, vervaardigd door steenhouwer Jan Schrader uit Gildehaus. Onder de boogvormig verhoogde kroonlijst bevindt zich het alliantiewapen van de opdrachtgevers. De gevel heeft strak classicistische vormen en is voorzien van decoraties in Lodewijk XIV-stijl. De door siervazen in Lodewijk XIV-stijl geflankeerde brug dateert ook van deze bouwfase.

## Bouw
Het is een vierkant gebouw met risalieten aan de vier zijden. Van architectonisch belang zijn vooral de vestibule en het trappenhuis in Lodewijk XIV-stijl. Ook in de meeste andere vertrekken zijn de oude schouwen, wandbetimmeringen en stucplafonds bewaard gebleven. Op het omringende landgoed vallen de bomenlanen op; daarnaast zijn er enkele oude bijgebouwen. Een van de bomen zou met een leeftijd van 150 jaar de oudste ceder van Nederland zijn.

## Tuin

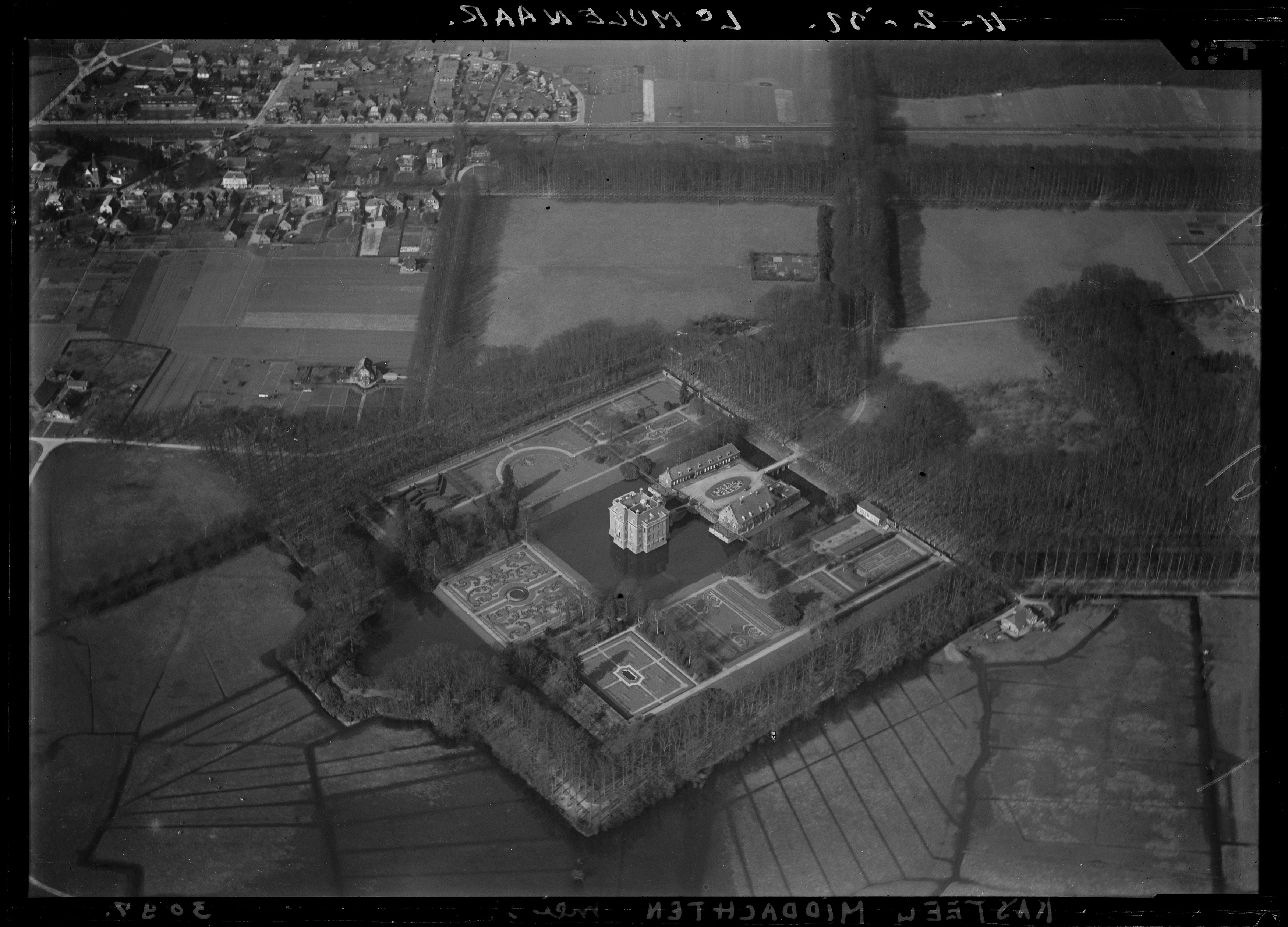
Formele tuin en kasteel in het landschap, op 11 februari 1937

Nadat het kasteel in 1698 herbouwd was, is met de aanleg van de tuin begonnen. De tuinen van Versailles waren tussen 1700 - 1725 de inspiratiebron voor het grondplan (de muren, grachten en lanen) van de tuin. Binnen deze structuur werd een formele tuin gecreëerd met geschoren hagen, vormbomen en steile taluds. Aan het einde van de 18e eeuw raakt de Engelse landschapstuin in de mode en de tuin van Middachten werd op beperkte schaal aangepast aan deze mode. Hagen verdwenen en glooiende grasvelden en boomgroepen werden aangelegd. De invloed van Eduard Petzold laat zich terugvinden in de vele rododendrongroepen. Vervolgens hebben graaf en gravin Bentinck-Van Heeckeren van Wassenaer in 1900 Hugo Poortman (een leerling van de Franse tuinarchitect Édouard André) opdracht gegeven weer een formele tuin aan te leggen. Hierin moesten echter wel aspecten van de Engelse landschapstuin bewaard blijven. De tuin werd toen zoals deze nu nog wordt aangetroffen.
Het kasteel had vroeger uitgebreide landerijen. Hoewel deze niet meer in bezit zijn van de eigenaren van het kasteel (de erven van Graf zu Ortenburg), kunnen de gebouwen die vroeger tot het kasteel behoorden worden herkend aan de kleurstelling: rood en wit. Een treffend voorbeeld hiervan is het postkantoor van De Steeg.

## Afbeeldingen

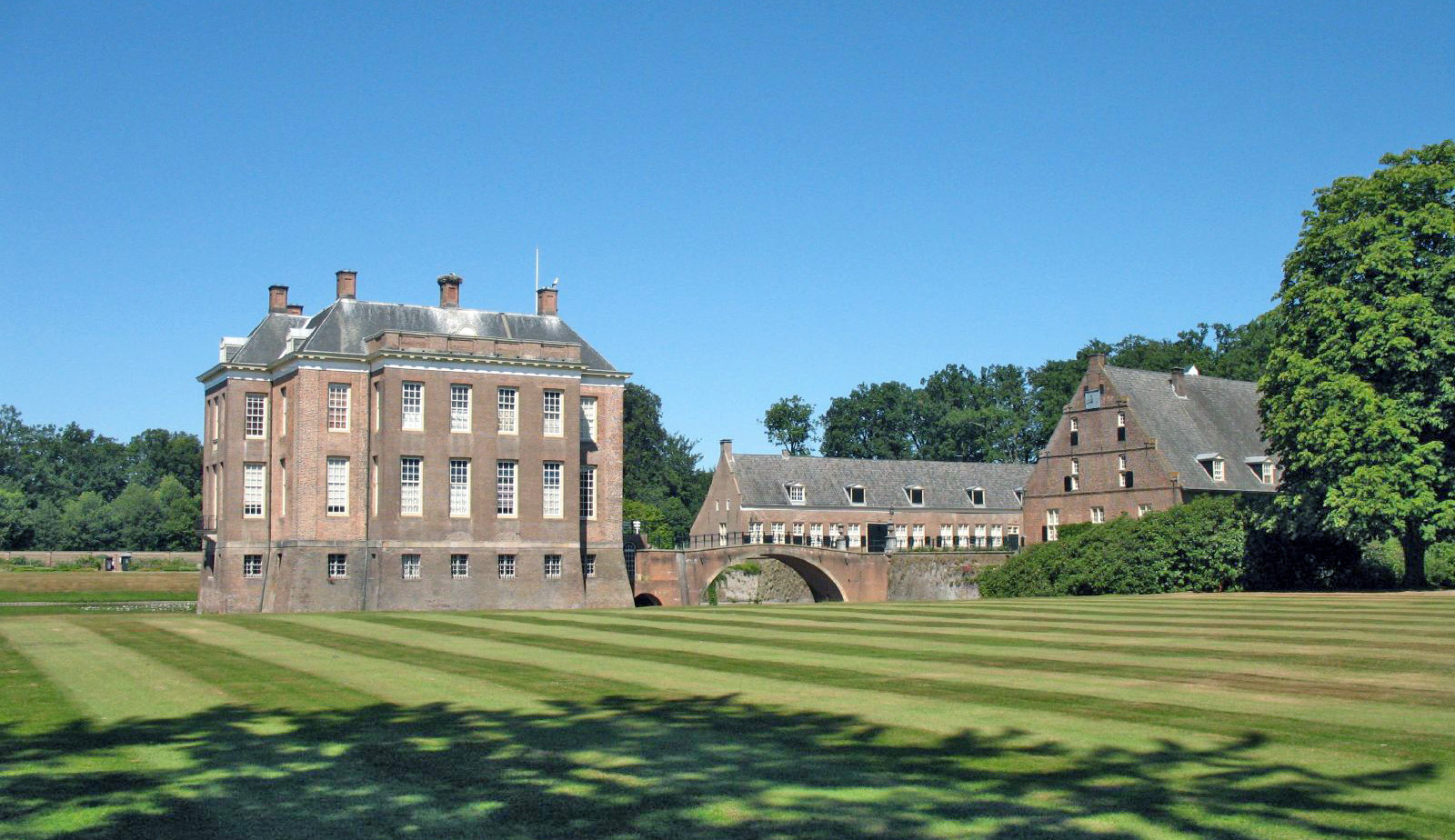
Kasteel Middachten, De Steeg
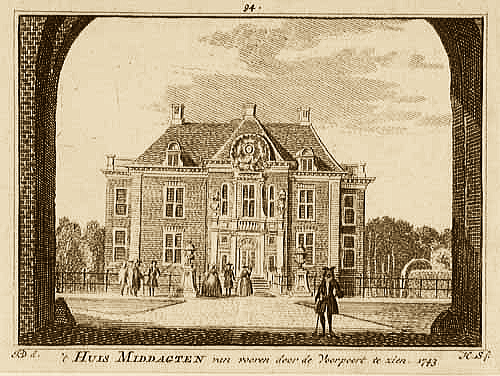
Middachten in 1743, door Jan de Beijer en Hendrik Spilman
Wapen verbonden aan het huis
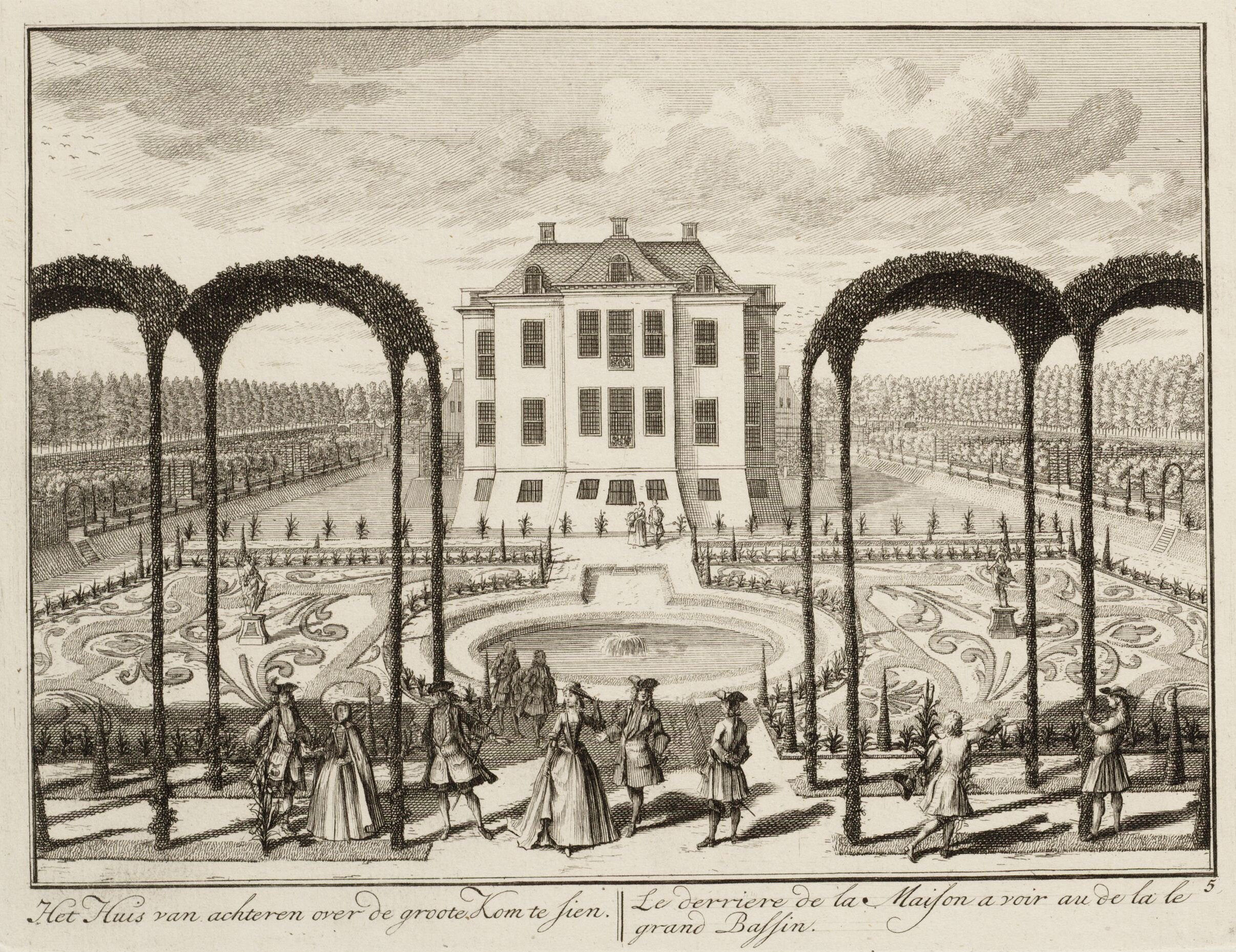
Gravure Kasteel Middachten, achterzijde
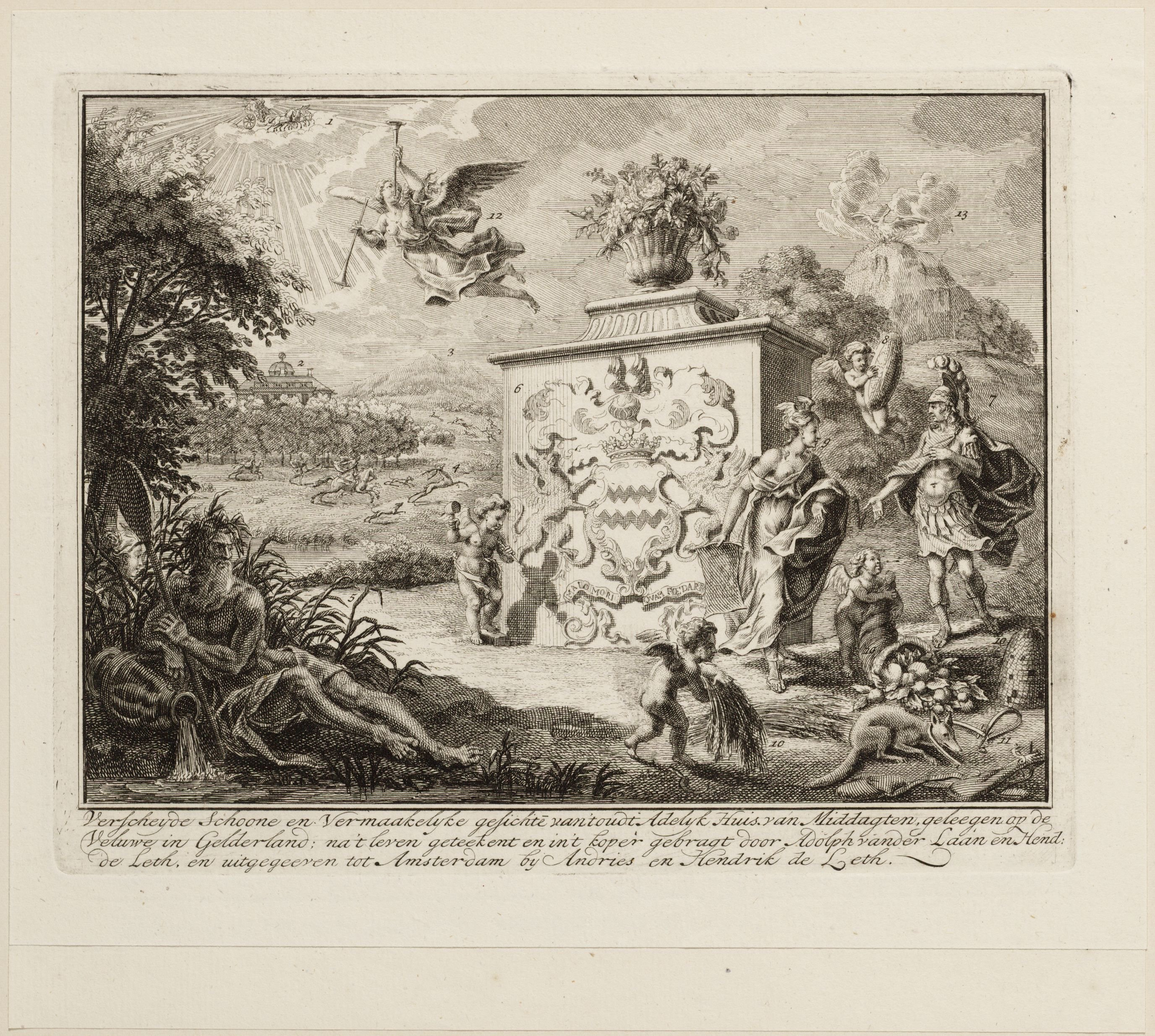
Gravure'vermaakelijke gesichten...' Kasteel Middachten